# Osvaldoginella
Osvaldoginella is een geslacht van weekdieren uit de klasse van de Gastropoda (slakken).

## Soorten
- Osvaldoginella acualina Espinosa & Ortea, 2018
- Osvaldoginella alejandrae Espinosa & Ortea, 2014
- Osvaldoginella cabera Espinosa & Ortea, 2018
- Osvaldoginella celisi Espinosa & Ortea, 2018
- Osvaldoginella columba Espinosa & Ortea, 2018
- Osvaldoginella fluctuata (McCleery & Wakefield, 2007)
- Osvaldoginella gomezi Espinosa & Ortea, 1997
- Osvaldoginella hoffi (Moolenbeek & Faber, 1991)
- Osvaldoginella jaguaella Espinosa & Ortea, 2018
- Osvaldoginella ornata (McCleery & Wakefield, 2007)
- Osvaldoginella phantasia (McCleery & Wakefield, 2007)
- Osvaldoginella tortuga Espinosa, Ortea & Pina Amargós, 2022